# Антимахия
Антимахи́я (др.-греч. Ἀντιμαχία или др.-греч. Ἀντιμαχέια) — античный разрушенный город на острове Кос в Греции. Был расположен на побережье Эгейского моря (по другим источникам — в центральной части острова) и в разное время являлся столицей древнегреческих демов Аигелос и Арчия. В городе существовал культ Геракла, жрец которого при совершении жертвоприношения одевался в женское платье, что, согласно «Греческим вопросам» Плутарха, связано с одной из древнегреческих легенд:
Геракл, отплыв от Трои на шести кораблях, попал в бурю и потерял их все, кроме одного. На этом оставшемся его принесло к Косу и выбросило на мыс Лакетер. У Геракла не было ничего, кроме людей и оружия; и вот, повстречавши стадо овец, он попросил у пастуха одного барана. Пастух этот по имени Антагор был в расцвете сил и предложил Гераклу побороться с ним: если Геракл победит, то получит барана. И они сошлись врукопашную; а так как на помощь Антагору пришли меропы, а Гераклу — эллины, то драка вышла жестокая. Тут-то, говорят, Геракл, изнемогши один против многих, бежал к какой-то фракиянке и скрылся, переодевшись в женское платье. И когда потом, осилив меропов и очистившись от убийств, он взял Халкиопу в жены, то на свадьбе он был одет в пестрое женское платье. Потому-то жрец совершает обряд на месте, где было сражение, а женихи принимают своих невест, наряженные в женское платье.
Руины Антимахии расположены недалеко от современного города Андимахия.